# Kleine Ybbs
Kleine Ybbs är ett vattendrag i Österrike.   Det ligger i förbundslandet Niederösterreich, i den nordöstra delen av landet, 110 km väster om huvudstaden Wien.
I omgivningarna runt Kleine Ybbs växer i huvudsak blandskog. Runt Kleine Ybbs är det ganska tätbefolkat, med 67 invånare per kvadratkilometer.